# Robert Broom

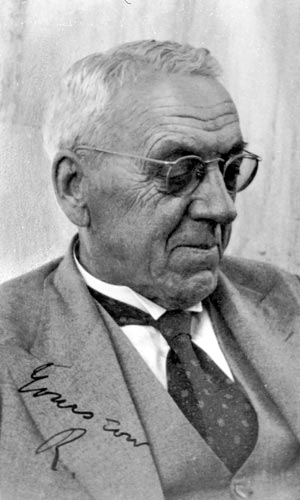
Robert Broom

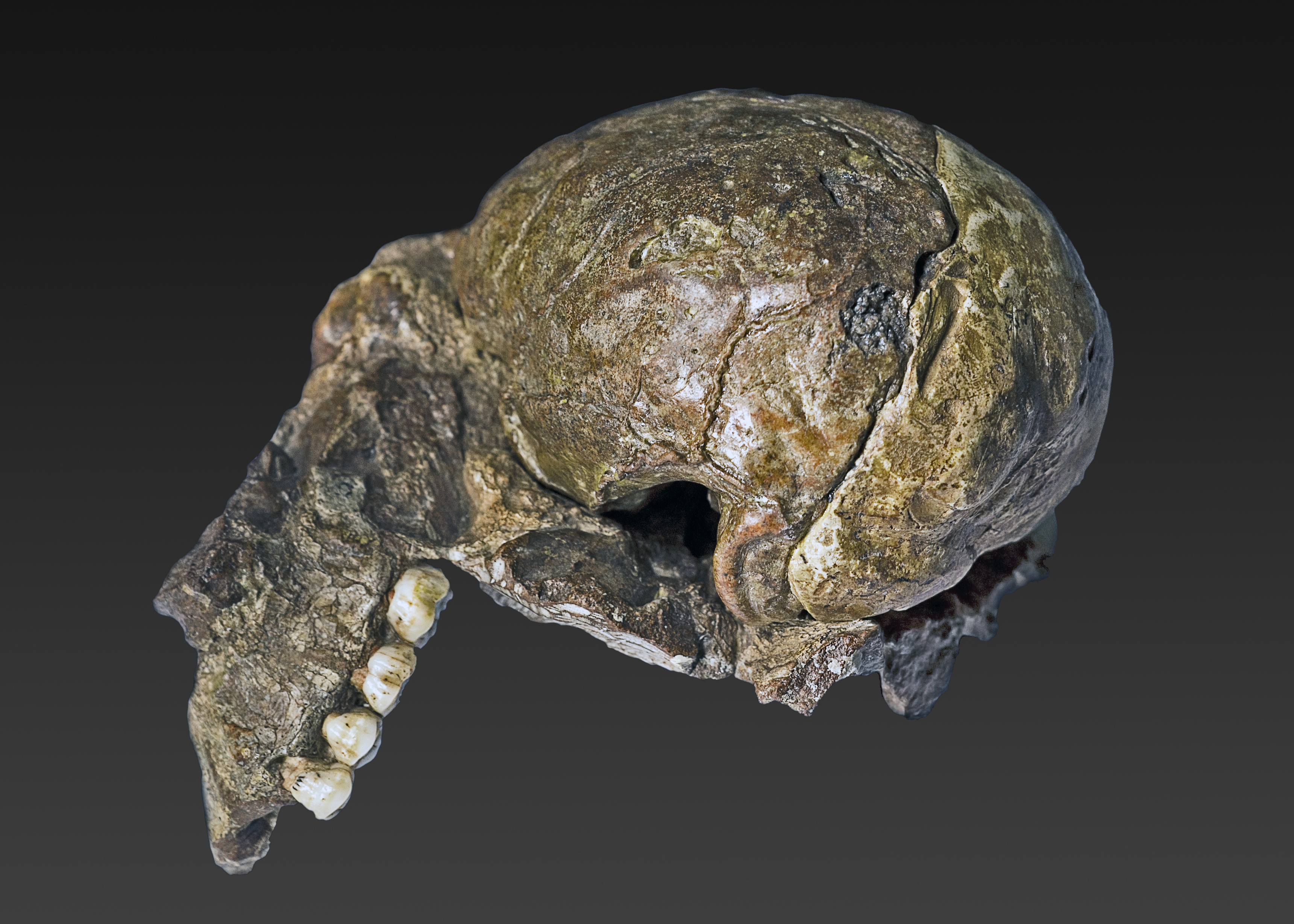
Das Fossil TM 1511, der erste Schädelfund eines erwachsenen Australopithecus

Robert Broom (* 30. November 1866 in Paisley, Schottland; † 6. April 1951 in Pretoria) war ein südafrikanischer Arzt und Paläontologe schottischer Herkunft, der vor allem durch die Entdeckung und Erforschung von Vormenschenfunden bekannt wurde.

## Leben
Robert Broom approbierte 1895 und promovierte 1905 als Mediziner an der Universität Glasgow. Sein Spezialgebiet war die Geburtshilfe. Bereits 1893 hatte er Mary Baird Baillie geheiratet.
Auf weiten Reisen bildete er sich autodidaktisch weiter, wobei ihn vor allem die Frage nach dem Ursprung der Säugetiere faszinierte. Diese führte ihn 1892 nach Australien und 1897 in die Südafrikanische Republik, wo er zeit seines Lebens bleiben sollte.
Von 1903 ab war er Professor für Zoologie und Geologie am Victoria College in Stellenbosch. 1910 verlor er jedoch seine Anstellung an dem äußerst konservativ und religiös eingestellten Institut, da er sich beharrlich zur Evolutionstheorie bekannte. Er begab sich in die entlegene Halbwüste Karoo, wo er als Arzt praktizierte.
Dort beschäftigte er sich weiterhin mit Paläontologie und erwarb sich weltweit einen Ruf für seine Studien über säugetierähnliche Reptilien (Therapsida). Er wurde Leiter der Abteilung für die Paläontologie der Wirbeltiere im South African Museum in Kapstadt und wurde 1920 als Mitglied in die Royal Society aufgenommen, von der er 1928 die Royal Medal „für seine Entdeckungen, die neues Licht auf das Problem der Entstehung der Säugetiere werfen“ erhielt.
Nach der Entdeckung des „Kindes von Taung“ – dem Schädel eines Australopithecinen-Kindes – durch Raymond Dart im Jahr 1924 wuchs auch sein Interesse an Paläoanthropologie.
Zeitweilig schien Brooms Karriere als anerkannter Wissenschaftler jedoch beendet und er drohte zu verarmen, als Dart Jan Smuts die Situation in einem Brief schilderte. Smuts übte Druck auf die südafrikanische Regierung aus und es gelang ihm 1934, Broom eine Assistentenstelle in der Paläontologie im Transvaal Museum in Pretoria zu besorgen.
In den folgenden Jahren machte er eine Reihe spektakulärer Fossilfunde, unter anderem die Überreste von sechs Hominiden in Sterkfontein, die er als Plesianthropus transvaalensis beschrieb und die später dem Australopithecus africanus zugeordnet wurden. 1936 entdeckte er den ersten Schädel eines erwachsenen Australopithecus, das Fossil TM 1511 (Abbildung rechts). Ein anderer Schädel wurde als „Mrs. Ples“ bekannt. Diese Funde stützten Darts Annahme, dass es sich beim „Kind von Taung“ um einen frühen Hominiden handele.
Weitere Funde folgten. Ab 1937 grub Broom in Kromdraai, nachdem ein Schüler dort fossile Zähne gefunden hatte. Dort machte er 1938 seine bedeutendste Entdeckung: den Paranthropus robustus (ursprünglich Australopithecus robustus).
1946 gab Broom eine umfangreiche Monografie über die Australopithecinen heraus. Dies und die Untersuchungen des einflussreichen britischen Wissenschaftlers Wilfrid Le Gros Clark, die in der Fachzeitschrift Nature veröffentlicht wurden, verschafften den Theorien über die frühen Hominiden internationale Anerkennung. 1946 erhielt Broom die Daniel Giraud Elliot Medal der National Academy of Sciences. 1947 wurde er Fellow der Royal Society of Edinburgh.
1948 startete er Ausgrabungen in Swartkrans, seit 1946 unterstützt von seinem Assistenten John T. Robinson, wo sie erste Reste des später als Homo ergaster bezeichneten Hominiden sowie weitere Fossilien von Australopithecinen fanden. Bis an sein Lebensende arbeitete er an Veröffentlichungen, fest entschlossen, lieber „zu verschleißen, als zu verrosten“. Kurz vor seinem Tod im Jahre 1951 vollendete er eine weitere Monografie über die Australopithecinen und sagte darüber zu seinem Neffen: „Das ist nun vollendet... ebenso wie ich selbst.“

## Erstbeschreibungen (Auswahl)
- Lissodus africanus (Broom 1909), beschrieben als Hybodus africanus Broom 1909, Typusart der Gattung Lissodus Brough 1935
- Paranthropus robustus Broom 1938, Typusart der Gattung Paranthropus Broom 1938
- Bergbilchbeutler

## Schriften (Auswahl)
Annähernd hundert wissenschaftliche Publikationen wurden von Broom veröffentlicht, einige davon sind:
- The Fossil Reptiles of South Africa. In: William Flint, John D. F. Gilchrist (Hrsg.). Science in South Africa: A Handbook and Review. Miller, Kapstadt u. a. 1905, S. 304–309.
- Reptiles of the Karroo Formation. In: Arthur W. Rogers: An Introduction to the Geology of Cape Colony. Longmans, Green, and Co., London u. a. 1905, S. 228–244.
- The fossil fishes of the Upper Karoo Beds of South Africa. In: Annals of the South African Museum. Band 7, 1909, S. 251–269.
- On the Development and Morphology of the Marsupial Shoulder Girdle. In: Transactions of the Royal Society of Edinburgh. Band 39, Nummer 3, 1900, S. 749–770, doi:10.1017/S0080456800035201.
- A Comparison of the Permian Reptiles of North America with Those of South Africa. In: Bulletin of the American Museum of Natural History. Band 28, 1910, S. 197–234, (online).
- On the Structure of Skull in Cynodont Reptiles. In: Proceedings of the General Meetings for Scientific Business of the Zoological Society of London. 1911, S. 893–925.
- A New Fossil Anthropoid Skull from South Africa. In: Nature. Band 138, Nr. 3490, 1936, S. 486–488, doi:10.1038/138486a0.
- On some new Pleistocene mammals from limestone caves of the Transvaal. In: South African Journal of Science. Band 33, 1937, S. 750–768.
- The Pleistocene Anthropoid Apes of South Africa. In: Nature. Band 142, Nr. 3591, 1938, S. 377–379, doi:10.1038/142377a0, Volltext (PDF).
- Another new type of fossil ape-man. In: Nature. Band 163, Nr. 4132, 1949, S. 57, doi:10.1038/163057a0.
- mit John T. Robinson: Swartkrans Ape-Man. Paranthropus crassidens (= Transvaal Museum. Band 6, ZDB-ID 989392-1). Transvaal Museum, Pretoria 1952.

## Belege
1. ↑  Royal archive winners 1949-1900 der Royal Society
2. ↑  Robert Broom, Gerrit W. H. Scheffers: The South African Fossil Ape-Men. The Australopithecinae (= Transvaal Museum. Band 2). Transvaal Museum, Pretoria 1946.
3. ↑  Fellows Directory. Biographical Index: Former RSE Fellows 1783–2002. Royal Society of Edinburgh, abgerufen am 12. Oktober 2019.
4. ↑  Robert Broom, John T. Robinson: Swartkrans Ape-Man. Paranthropus crassidens (= Transvaal Museum. Band 6). Transvaal Museum, Pretoria 1952.
5. ↑  Virginia Morell: Ancestral Passions. The Leakey Family and the Quest for Humankind’s Beginnings. Simon & Schuster, New York NY u. a. 1995, ISBN 0-684-80192-2, Kapitel 13.

| Personendaten    | Personendaten                          |
| ---------------- | -------------------------------------- |
| NAME             | Broom, Robert                          |
| KURZBESCHREIBUNG | südafrikanischer Arzt und Paläontologe |
| GEBURTSDATUM     | 30. November 1866                      |
| GEBURTSORT       | Paisley, Schottland                    |
| STERBEDATUM      | 6. April 1951                          |
| STERBEORT        | Pretoria, Südafrika                    |